# ダイワマンスリー
ダイワマンスリー株式会社は、かつて東京都千代田区飯田橋に本社を置く、家具家電付きのマンスリーマンションの賃貸、管理を行っていた企業。
主にD-Room Stay、Biz Stayのブランドで知られている。

大手住宅総合メーカーである大和ハウス工業株式会社の100%資本による子会社。

コンセプトは、「清潔・便利・ゆとり・充実・安全」を追求した短期滞在型・家具家電付賃貸マンション。

敷金、礼金０（ゼロ）、家具・家電の購入費用も不要で、1ヶ月～1年程度の短期での利用ができる、国内外の賃貸ニーズに幅広く応える新しいシステムを展開している。

2009年に大和グループの統廃合により大和リビング株式会社へ事業が継承された。